# Musique de Final Fantasy VIII
La musique de Final Fantasy VIII a été composée par Nobuo Uematsu, qui est également le compositeur des pièces musicales de Final Fantasy à Final Fantasy XI, ainsi que du thème principal de Final Fantasy XII. Final Fantasy VIII Original Soundtrack, compilation de tous les morceaux du jeu, se compose de 4 CD. Un arrangement pour orchestre de certains morceaux du jeu, arrangé par Shirō Hamaguchi, est sorti sous le titre de Fithos Lusec Wecos Vinosec Final Fantasy VIII. Une sélection d'arrangements pour piano, interprétés par Shinko Ogata est sortie sous le titre de Piano Collections Final Fantasy VIII.
La bande son du jeu doit sa célébrité à deux morceaux : Liberi Fatali, une chorale en latin, musique de la scène d'introduction du jeu, ainsi que le morceau pop Eyes on me, le thème musical principal du jeu, interprété par la chanteuse chinoise Faye Wong. Les critiques furent globalement positives, même si certains morceaux furent jugés plus banals.

## Création et influences

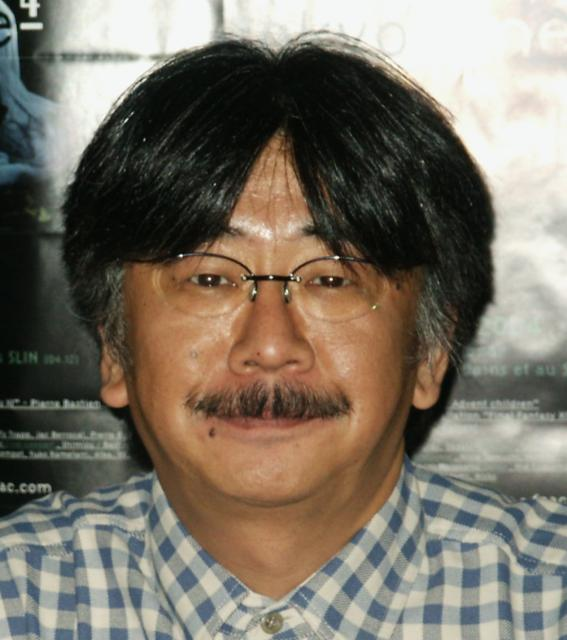
Nobuo Uematsu, compositeur des musiques de Final Fantasy VIII

Nobuo Uematsu est habituellement influencé par Emerson, Lake & Palmer, Simon and Garfunkel, et Elton John,. Le seul instrument utilisé dans la bande originale a été un synthétiseur Roland SC88, qu'Uematsu apprécie pour sa simplicité.
Uematsu aime écrire des morceaux sentimentaux, mais essaie de ne pas se restreindre à ceux-là,.
N'ayant pas trouvé assez efficace les thèmes musicaux des personnages dans Final Fantasy VI et Final Fantasy VII, il a décidé de ne pas en créer pour les personnages de Final Fantasy VIII. Il les considère en effet utiles si chaque personnage possède une spécificité dans le jeu, et Final Fantasy VIII est centré sur Squall Leonhart et Linoa Heartilly en tant que couple, d'où le thème Eyes on me. Par ailleurs, Uematsu n'utilise pas seulement le scénario du jeu pour réaliser les morceaux, mais aussi l'apparence des personnages ainsi que les dialogues.
Introduire un thème de fin chanté avait été envisagé pour Final Fantasy VII. Cette idée avait été abandonnée, car cela correspondait mal au scénario. En revanche, un thème chanté dans Final Fantasy VIII pouvait être relié directement au scénario et au personnage. Eyes on me, seul morceau chanté du jeu, a été interprété par Faye Wong, une chanteuse chinoise correspondant parfaitement à l'image qu'Uematsu avait de ce chant,.

## Thèmes populaires

### Liberi Fatali
Liberi Fatali est une chorale en latin, jouée dans la scène d'introduction. Le morceau a été arrangé par Shirō Hamaguchi et les paroles originales en japonais écrites par le scénariste Kazushige Nojima, ensuite traduites en latin par Taro Yamashita. L'accompagnement est interprété par un orchestre.
Fithos Lusec Wecos Vinosec est un morceau supplémentaire du jeu, joué dans la scène de la parade d'Edea. Son nom vient des paroles répétées dans Liberi Fatali. Un morceau similaire, Succession of witches (l'héritage des sorcières), est essentiellement une adaptation pour piano de Liberi Fatali.
Liberi Fatali fait partie des albums :
- Final Fantasy VIII Music Collection
- 20020220 Music From Final Fantasy
- Fithos Lusec Wecos Vinosec - Final Fantasy VIII
- Final Fantasy VIII Original Soundtrack

Lors des Jeux olympiques d'été de 2004, une équipe de natation synchronisée a choisi Liberi Fatali comme musique pour leur performance et a reçu la médaille de bronze.

### Eyes On Me- Faye Wong
Final Fantasy VIII est le premier épisode de la série à introduire une chanson pop comme thème, nommé Eyes On Me. Composé comme les autres musiques du jeu par Nobuo Uematsu, il a été interprété par la chanteuse chinoise Faye Wong. Les paroles sont en anglais et ont été écrites par Kako Someya. Plus de 400 000 CD ont été vendus, ce qui en a fait la musique de jeu vidéo la plus vendue dans le pays jusqu'à la sortie de Hikari, écrit par Hikaru Utada pour Kingdom Hearts. Eyes On Me a remporté le titre de « chanson de l'année » (Song of the Year (Western Music)) lors de la 14e cérémonie des Japan Gold Disc Awards, en 1999.
Dans le jeu, ce morceau est écrit par la pianiste Julia, dont est amoureux le soldat Laguna Loire. Le thème musical est joué à plusieurs reprises, en particulier lors de scènes romantiques. Le thème chanté intervient dans une scène où Squall Leonhart et Linoa Heartilly, les deux personnages principaux, sont seuls dans un vaisseau spatial à la dérive, ainsi que dans la scène de fin.

#### Fiche technique[10]
- Composé par : Nobuo Uematsu (1, 3), Jim Lau (2)
- Arrangé par : Shiro Hamaguchi (1, 3), Alex San (2)
- Chanté par : Faye Wong
- Paroles par : Kako Someya (1), Lin Xi (2)
- Sortie : 24 février 1999
- Label : Toshiba EMI

#### Liste des musiques
1. Eyes On Me
2. Red Beans
3. Eyes On Me (Instrumental)

## Albums

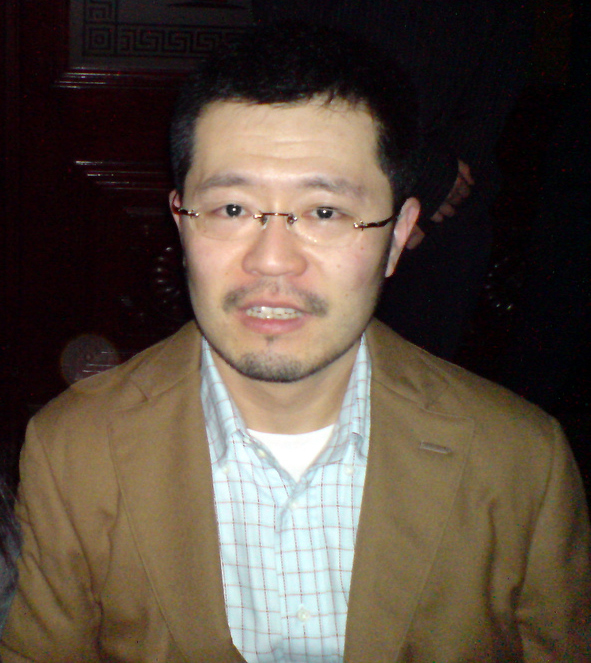
Shiro Hamaguchi s'occupe de l'arrangement de la plupart des morceaux inclus dans les CD audio.

### Final Fantasy VIII Original Soundtrack
La bande originale du jeu Final Fantasy VIII, contenant quatre disques, a une durée totale d'un peu plus de quatre heures. À la différence de la plupart des OST des épisodes précédents, les titres des morceaux sont exclusivement en anglais.
Plus de 300 000 CD ont été vendus au Japon. Adam Corn, de SoundtrackCentral.com, indique que les ventes sont similaires à celles des épisodes précédents. Un rédacteur de Square Enix Music Online affirme que cet OST est « unique et vraiment spécial » de par ses contrastes.

#### Fiche technique[13]
- Composé par : Nobuo Uematsu
- Arrangé par : Shiro Hamaguchi (CD1 1, CD2 12, CD3 20, CD4 11)
- Paroles par : Kazushige Nojima (CD1 1), Kako Someya (CD3 20, CD4 11)
- Dirigé par : Katsuaki Nakatani (CD1 1), Koji Haijima (CD4 11)
- Sortie : 1er mars 1999 (édition originale) - 10 mai 2004 (réédition)
- Label : DigiCube (édition originale) - Square Enix (réédition)

#### Liste des musiques
| 1.  | Liberi Fatali                |  |
| 2.  | Balamb GARDEN                |  |
| 3.  | Blue Fields                  |  |
| 4.  | Don't be Afraid              |  |
| 5.  | The Winner                   |  |
| 6.  | Find your Way                |  |
| 7.  | SeeD                         |  |
| 8.  | The Landing                  |  |
| 9.  | Starting Up                  |  |
| 10. | Force your Way               |  |
| 11. | The Loser                    |  |
| 12. | Never Look Back              |  |
| 13. | Dead End                     |  |
| 14. | Breezy                       |  |
| 15. | Shuffle or Boogie            |  |
| 16. | Waltz for the Moon           |  |
| 17. | Tell me                      |  |
| 18. | Fear                         |  |
| 19. | The Man with the Machine Gun |  |
| 20. | Julia                        |  |
| 21. | Roses and Wine               |  |
| 22. | Junction                     |  |
| 23. | Timber Owls                  |  |

| 1.  | My Mind                                |  |
| 2.  | The Mission                            |  |
| 3.  | Martial Law                            |  |
| 4.  | Cactus Jack (Galbadian Anthem)         |  |
| 5.  | Only a Plank Between One and Perdition |  |
| 6.  | SUCCESSION OF WITCHES                  |  |
| 7.  | Galbadia GARDEN                        |  |
| 8.  | Unrest                                 |  |
| 9.  | Under her Control                      |  |
| 10. | The Stage is Set                       |  |
| 11. | A Sacrifice                            |  |
| 12. | FITHOS LUSEC WECOS VINOSEC             |  |
| 13. | Intruders                              |  |
| 14. | Premonition                            |  |
| 15. | Wounded                                |  |
| 16. | Fragments of Memories                  |  |
| 17. | Jailed                                 |  |
| 18. | Rivals                                 |  |
| 19. | Ami                                    |  |

| 1.  | The Spy                    |  |
| 2.  | Retaliation                |  |
| 3.  | Movin                      |  |
| 4.  | Blue Sky                   |  |
| 5.  | Drifting                   |  |
| 6.  | Heresy                     |  |
| 7.  | Fisherman's Horizon        |  |
| 8.  | ODEKA ke Chocobo           |  |
| 9.  | Where I Belong             |  |
| 10. | The Oath                   |  |
| 11. | Slide Show Part1           |  |
| 12. | Slide Show Part2           |  |
| 13. | Love Grows                 |  |
| 14. | The Salt Flats             |  |
| 15. | Trust Me                   |  |
| 16. | Silence and Motion         |  |
| 17. | Dance with the Balamb-fish |  |
| 18. | Tears of the Moon          |  |
| 19. | Residents                  |  |
| 20. | Eyes On Me                 |  |

| 1.  | Mods de Chocobo (featuring N's Telecaster) |  |
| 2.  | Ride On                                    |  |
| 3.  | Truth                                      |  |
| 4.  | Lunatic Pandora                            |  |
| 5.  | Compression of Time                        |  |
| 6.  | The Castle                                 |  |
| 7.  | The Legendary Beast                        |  |
| 8.  | Maybe I'm a Lion                           |  |
| 9.  | The Extreme                                |  |
| 10. | The Successor                              |  |
| 11. | Ending Theme                               |  |
| 12. | Overture                                   |  |

### Final Fantasy VIII Music Collection[14]
Bande originale (américaine) du jeu Final Fantasy VIII. Le livret fourni avec l'album contient une interview de Nobuo Uematsu, traduite en anglais.
- Sortie : janvier 2000
- Label : Square Electronic Arts

### Fithos Lusec Wecos Vinosec- Final Fantasy VIII
Album arrangé (orchestral) du jeu Final Fantasy VIII (Square) sur PlayStation. Seuls trois morceaux, Liberi Fatali, Eyes on Me, et Ending Theme sont identiques à la version originale.

#### Fiche technique[15]
- Composé par : Nobuo Uematsu
- Arrangé par : Shiro Hamaguchi
- Joué par : Shinko Ogata (10 au Piano)
- Paroles par : Kazushige Nojima (1), Kako Someya (7, 12)
- Dirigé par : Koji Haijima
- Sortie : 20 novembre 1999 (édition originale) - 22 juillet 2004 (réédition)
- Référence : DigiCube (édition originale) - Square Enix (réédition)

| 1.  | Liberi Fatali                |  |
| 2.  | Blue Fields                  |  |
| 3.  | Don't be Afraid              |  |
| 4.  | Balamb GARDEN ~ Ami          |  |
| 5.  | Fisherman's Horizon          |  |
| 6.  | FITHOS LUSEC WECOS VINOSEC   |  |
| 7.  | Eyes On Me                   |  |
| 8.  | The Man with the Machine Gun |  |
| 9.  | Dance with the Balamb-fish   |  |
| 10. | Love Grows                   |  |
| 11. | The Oath                     |  |
| 12. | Ending Theme                 |  |
| 13. | Fragments of Memories        |  |

### Piano Collections Final Fantasy VIII
Album arrangé pour piano.

#### Fiche technique[16]
- Composé par : Nobuo Uematsu
- Arrangé par : Shiro Hamaguchi
- Interprété par : Shinko Ogata
- Sortie : 21 janvier 2000 (édition originale) - 22 juillet 2004 (réédition)
- Label : Digicube (édition originale) - Square-Enix (réédition)

| 1.  | Blue Fields           |  |
| 2.  | Eyes On Me            |  |
| 3.  | Fisherman's Horizon   |  |
| 4.  | SUCCESSION OF WITCHES |  |
| 5.  | Ami                   |  |
| 6.  | Shuffle or Boogie     |  |
| 7.  | Find your Way         |  |
| 8.  | The Oath              |  |
| 9.  | Silence and Motion    |  |
| 10. | The Castle            |  |
| 11. | The Successor         |  |
| 12. | Ending Theme          |  |
| 13. | Slide Show Part2      |  |